# Прус (герб)
Прус І (Półtora Krzyża, Słubica, Turzyna, Wagi) — родовий герб польської, української, литовської, білоруської шляхти.
В різні часи в Речі Посполитій та Російській імперії користуватись цим гербом мали право близько 400 шляхетських родин.

## Опис
У червоному полі срібний трираменний хрест (одне рамено праворуч, два — ліворуч). У клейноді — закута в лати рука з піднятим мечем.
Назва цього герба й початок його пояснюють прибуттям до Польщі в кінці X століття трьох прусських князів, які шукали порятунку від мечоносців. Герб цих прусаків (prus) згодом перейшов до багатьох польських, українських та білоруських родин.

## Історія
Походить з Прусії. Легенда свідчить, що після мученицької смерті святого Адальберта у 997, багато прусів емігрувало до Польщі та прийняло християнство. У числі перших прибулих були три пруських князі, котрим король Болеслав Сміливий дадав хороші маєтності неподалік від Кракова й затвердив їх герб «Прус».
Проте перші письмові згадки назви вперше з'являються лише напочатку п'ятнадцятого століття. Після Городельської унії 1413 року, коли відбулось зрівняння прав шляхти католицького віровизнання Королівства Польського та шляхти Великого князівства Литовського, Руського та Жемантійського, цей герб поступово переходить й до українських шляхетських родів.
Гербом володіли: Волинські, Вольські, Галецькі, Глушинські, Горські, Долмати, Домбровські, Жабка, Жуковські, Загоровські, Камінські, Кличковські, Кобилинські, Ковалевські, Коломийські, Лисицькі, Мотовидло, Писанки, Плоські, Пруси, Радецькі, Родовичі, Рудницькі, Сас, Скарга, Турковські, Юхновські, Яновські, Ярошевичи та інш.

## Відміни
- Прус ІІ Вовчікоси
- Прус ІІІ